# Joint Polar Satellite System

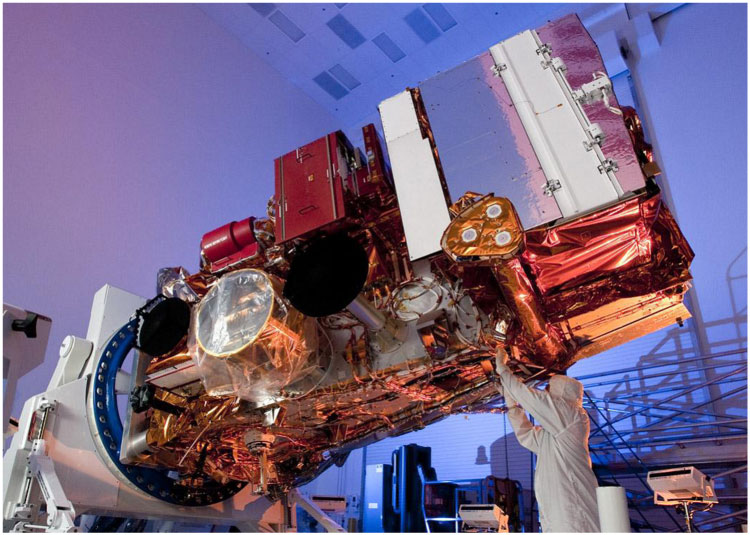
Le satellite JPSS-1 en cours d'assemblage chez son constructeur Bell Aerospace.

Joint Polar Satellite System ou JPSS est une série de quatre satellites météorologiques déployés en orbite polaire par la National Oceanic and Atmospheric Administration (NOAA) avec la participation de la NASA à compter de 2017. Ils doivent prendre la suite des satellites NOAA POES à la suite de l'échec du programme NPOESS. Ces satellites sont développés sur le modèle de Suomi NPP. Le premier exemplaire (NOAA 20) est placé en orbite le 18 novembre 2017 et les trois suivants doivent l'être entre 2022 et 2031.  

## Contexte
En 1994, le programme NPOESS est lancé à l'initiative du gouvernement américain pour développer la prochaine génération de satellites météorologiques en orbite polaire. Ceux-ci doivent remplacer simultanément la famille des satellites NOAA POES civils et des DMSP militaires et ainsi réduire les coûts. Le programme est piloté par les trois agences gouvernementales concernées : la NOAA est chargée de l'ensemble du nouveau programme, la United States Air Force (en français : « Armée de l'air américaine ») des dispositifs de collecte et de traitement des données et la NASA des développements des instruments. Pour réduire les risques, un satellite préparatoire de série le Suomi NPP (en anglais : NPOESS Preparatory Project) est développé. Le premier contrat pour la réalisation d'un satellite est passé en 2002. Le coût de l'ensemble du programme, qui comprend six satellites et doit s'achever en 2008, est évalué à 7 milliards de dollars américains. 
Le projet rencontre plusieurs difficultés : la mise au point de l'instrument VIIRS se heurte à des problèmes techniques, le coût global passe à 10 milliards de dollars tandis que l'échéance recule de 2008 à 2010. Le programme tombe sous le coup de l'amendement Nunn-McCurdy et est restructuré : le nombre de satellites est réduit de 6 à 4 (Eumetsat fournit les satellites complémentaires) tandis que le nombre d'instruments embarqués passe de 13 à 9. Malgré ces modifications le programme continue à accumuler retards et dépassements. Le coût estimé passe à 14 milliards de dollars et la mise au point de VIIRS rencontre toujours des difficultés. 
Finalement, le programme commun est annulé en février 2010 : il est décidé que la NOAA développe de son côté deux satellites JPSS tandis que la United States Air Force fournit les satellites complémentaires dans le cadre du programme Defense Weather Satellite System (en) (DWSS). Ce dernier est à son tour annulé en 2012 et remplacé par le Weather System Follow-on Microwave (WSF-M). En octobre 2010, la réalisation du satellite NPP (baptisé Suomi NPP) est maintenue pour permettre la mise au point des nouveaux instruments  et assurer la continuité des mesures en attendant le lancement de la génération suivante de satellite.

## Les objectifs du programme JPSS
Le programme JPSS avec le cahier des charges suivants :
- Utiliser les instruments développés par la NASA et mis en œuvre sur Suomi NPP.
- Développer deux satellites JPSS-1 et JPSS-2 placés sur une orbite de l'après midi utilisant les cinq instruments de Suomi NPP.
- Trouver des satellites hôtes pour les instruments prévus par le programme NPOES qui ne peuvent être intégrés dans les JPSS : Total and Spectral Solar Irradiance Sensor (TSIS), Advanced Data Collection System (ADCS), et le Search and Rescue Satellite - Aided Tracking (SARSAT).
- Développer le segment terrestre permettant d'assurer la collecte des données fournies par les satellites du nouveau programme.

Le coût total du programme est évalué en 2010 à 11,9 milliards de dollars. Les retards liés à la dissolution du projet commun aux trois agences fait glisser le calendrier au programme désormais réalisé avec la seule aide de la NASA. Ce délai fait courir un risque si les satellites en orbite tombent en panne avant que le premier satellite du nouveau programme ne soit lancé. En effet les satellites placés en orbite polaire constituent la principale source de données utilisée par les programmes de prévision météorologique, en particulier ceux relatifs à l'intensité et à la trajectoire des ouragans.

## Caractéristiques techniques
Les satellites ont des caractéristiques très proches de Suomi NPP et il utilise comme celui-ci une plate-forme BCP 2000 de son constructeur Ball Aerospace & Technologies. Le satellite, qui a la taille d'un petit autobus, pèse au lancement environ 2 540 kg. Ses panneaux solaires fournissent en début de vie une énergie de 1 932 W. Le satellite est stabilisé sur trois axes avec une précision de 50 secondes d'arc. Les échanges de données se font en bande Ka avec une débit descendant de 300 mégabits/s avec une liaison de secours également en bande Ka permettant de passer par les satellites relais TDRS. Par ailleurs, une liaison en bande X avec un débit de 15 mégabits par seconde est prévue pour l'envoi de données directement aux utilisateurs finaux. La durée de vie prévue est de sept ans.

### Instruments scientifiques
Comme le satellite Suomi NPP, les JPSS  emportent cinq instruments :
- VIIRS (Visible Infrared Imaging Radiometer Suite), le plus grand des instruments, est un radiomètre à 22 canaux qui fournit des images dans l'infrarouge des océans, de la glace, de l'atmosphère et des surfaces continentales. Les données collectées permettent d'observer les feux, la végétation, la couleur de l'océan, la température de la surface des mers et d'autres caractéristiques.
- ATMS (Advanced Technology Microwave Sounder), est un scanner micro-ondes à 11 canaux qui fournit des profils de température et d'humidité de l'atmosphère
- CrIS (Cross-track Infrared Sounder), fournit comme ATMS  des profils de température et d'humidité de l'atmosphère.
- OMPS (Ozone Mapping and Profiler Suite), mesure les caractéristiques de la couche d'ozone dans la haute atmosphère.
- CERES (Clouds and the Earth Radiant Energy System), mesure à la fois l'énergie solaire réfléchie par la Terre et la chaleur émise par notre planète. Les données permettent de déterminer le bilan thermique de la Terre.

## Déploiement
Le programme comprend quatre satellites. Le premier satellite (JPSS-1) est lancé le 18 novembre 2017 par un lanceur Delta II 7920-10C depuis la base de lancement de Vandenberg et placé sur une orbite polaire de 816 × 828 kilomètres avec une inclinaison orbitale de 98,7°. Le second (JPSS-2) doit être lancé en 2022. Ces deux satellites doivent être positionnés sur une orbite de l'après midi (13 h 30) et compléter ainsi la constellation formée par les satellites DMSP de la USAF et les satellites MetOp de l'organisation européenne EUMETSAT. JPSS-1 (NOAA 20) prend la suite de Suomi NPP et JPSS-2 celle de JPSS-1.
| Satellite        | Type   | Date lancement   | Lanceur           | Identifiant COSPAR | Instruments                       | Commentaire  |
| ---------------- | ------ | ---------------- | ----------------- | ------------------ | --------------------------------- | ------------ |
| JPSS-1 (NOAA 20) | JPSS-1 | 18 novembre 2017 | Delta II 7920-10C | 2017-073A          | VIIRS, CrIS, ATMS, OMPS-N et RBI. | Opérationnel |
| JPSS-2 (NOAA 21) | JPSS-2 | 10 novembre 2022 | Atlas 401         |                    | VIIRS, CrIS, ATMS, OMPS-N         |              |
| JPSS-3           | JPSS   | 2026             | non défini        |                    | VIIRS, CrIS, ATMS, OMPS-N         |              |
| JPSS-4           | JPSS   | 2031             | non défini        |                    | VIIRS, CrIS, ATMS, OMPS-N         |              |